# Goldstreifen-Falterfisch
Der Goldstreifen-Falterfisch (Chaetodon aureofasciatus) ist eine Art aus der Familie der Falterfische.

## Merkmale
Der Goldstreifen-Falterfisch erreicht eine maximale Länge von 12,5 Zentimetern.
Der Fisch hat einen weißlichen, hochrückigen und seitlich abgeflachten Körper. Dieser ist mit dunklen Linien schraffiert. Über das Auge des Fisches verläuft ein oranges, schwarz umrandetes Band; ebenso zieht sich ein weiteres, dünnes oranges Band kurz hinter dem Kopf des Fisches über dessen Körper. Sowohl die Schwanz-, die Rücken-, die Anal- als auch die Bauchflossen des Fisches sind gelb gefärbt.
- Flossenformel: Dorsale XI/20-22, Anale III/17-18[1]

## Verbreitung
Das Verbreitungsgebiet des Goldstreifen-Falterfisches erstreckt sich über die Westküste Australiens sowie den westlichen Südpazifik: Von der Coral Bay an der Westküste Australiens über die Nordküste des Kontinents bis zur Moreton Bay in Queensland. Des Weiteren kommt die Fischart auch an der Südküste Papua-Neuguineas vor.

## Vorkommen und Verhalten
Der Goldstreifen-Falterfisch kommt in Küstenriffen, der Küste vorgelagerten Riffen sowie in Riffen mit Schlammablagerungen, selbst wenn sich diese in der Nähe von Flussmündungen befinden, vor. Der Fisch hält sich in einer Tiefe von ein bis 20 Metern auf.
Zu dieser Art gehörige Fische ernähren sich überwiegend von Korallenpolypen. Jedoch fressen sie ebenfalls anderes als Korallen, unter anderem Krustenanemonen. Indem Goldstreifen-Falterfische verstärkt solche nicht-koralline Nahrung aufnehmen, sind sie eventuell dazu fähig, starke Korallenbleichen zu überstehen. Die Fische sind getrenntgeschlechtlich und eierlegend, wobei die Befruchtung außerhalb des Körpers stattfindet. Goldstreifen-Falterfische sind entweder paarweise oder in kleinen Gruppen anzutreffen; zumindest zur Fortpflanzungszeit treten die Fische paarweise auf. Die Fische sind ziemlich widerstandsfähig, was sich darin widerspiegelt, dass sich ihre Population in weniger als 15 Monaten verdoppelt. Der Goldstreifen-Falterfisch hybridisiert mit dem Rainfords Falterfisch.

## Taxonomie und Benennung
Der Goldstreifen-Falterfisch wurde zuerst 1878 vom britisch-australischen Herpetologen, Ichthyologen und Entomologen William John Macleay formell beschrieben, wobei als Typenfundort Darwin im Northern Territory (Australien) angegeben wurde. Das Artepitheton lässt sich wie folgt erklären: aureus, bedeutet golden; der zweite Teil des Wortes aureofasciatus bezieht sich auf die beiden orangefarbenen Bänder, die den Körper des Fisches überziehen.

## Systematik
Der Goldstreifen-Falterfisch ist eng mit dem Achtbinden-Falterfisch sowie, wenngleich auch geringfügig weniger, mit dem Rainfords Falterfisch und dem Dreibinden-Falterfisch verwandt. Zusammen bilden sie die Untergattung Discochaetodon, die eng mit der Untergattung Tetrachaetodon, zu der beispielsweise der Einfleck-Falterfisch gehört, verwandt ist.

## Gefährdung
Der Goldtreifen-Falterfisch wird gelegentlich für den Aquarienhandel gefangen und exportiert. Dies scheint keine schwerwiegenden Auswirkungen auf die Population zu haben. Die IUCN stuft den Goldstreifen-Falterfisch als nicht gefährdet ein.

## Nutzung
Zwar wird der Goldstreifen-Falterfisch gelegentlich für den Aquarienhandel gefangen, jedoch wird es als schwierig angesehen, diese Fische in Gefangenschaft zu halten.